# سد لانگشو دوم
سد لانگشو دوم (به لاتین: Longshou II Dam) یک سد خاکی در چین است که در ژانگی واقع شده‌است.